# 빌 황
빌 황(Bill Hwang, 본명: 황성국)은 한국계 미국인 투자자이다.
한국에서 태어나 1982년 고등학교 3학년 때 미국으로 건너가서 미국 명문대 UCLA 경제학과를 수석으로 졸업하고 카네기멜론에서 MBA(경영학석사) 학위를 딴 뒤 1990년 현대증권 뉴욕법인에서 주식시장과 첫 인연을 맺고 이후 페레그린증권을 거쳐 1996년부터 타이거펀드에서 한국을 중심으로한 아시아 투자를 담당하였다
타이거펀드의 대표 로버트슨을 고객으로 만난 지 4년 만에 그의 제의로 타이거 펀드에 합류, 2000년 펀드 정리후에도 잔류했다.
2021년 3월에 미국 뉴욕증시를 발칵 뒤집은 대규모 블록딜의 원인인 마진콜이 빌 황의 패밀리 오피스인 아르케고스 캐피탈로 보도되었다.
2012년 중국은행과 중국건설은행의 내부 정보를 이용해 거래, 부당이익을 챙긴 혐의으로 빌 황이 미국 법원에서 내부자 거래 혐의로 6000만달러를 배상하였다.
현재 뉴욕소망성결교회 장로인 황 대표는 목회자 가정에서 태어났으며 아버지는 교회에서 목회를 했고 어머니는 멕시코 선교사로 활동했다.